# Bildnis Anne Loudoun, Lady Henderson of Fordell
Das Bildnis Anne Loudoun, Lady Henderson of Fordell ist ein Porträt, das die Malerin Angelika Kauffmann 1771 anfertigte. Das Porträt zeigt die britische Adelige Anne Loudon Henderson († 1782), Gattin des Unterhausabgeordneten Sir John Henderson, 5. Baronet (1752–1817), Tochter des Generals James Robertson (1717–1788). Das Porträt befindet sich heute im Angelika-Kauffmann-Museum in Schwarzenberg (Vorarlberg).

## Einordnung im Gesamtwerk
Angelika Kaufmann hatte mit dem 1764 noch in Italien angefertigten Bildnis David Garrick in London große Aufmerksamkeit erregt. Noch bevor sie Italien verließ, um sich in London niederzulassen, hatte sie das Porträt dieses bedeutenden englischen Schauspielers in der britischen Hauptstadt ausstellen lassen. Die informelle, intime Geste, mit der der Schauspieler porträtiert ist, wurde unter anderem von Joshua Reynolds in seinem Porträt der Frances Abington im Jahre 1771 aufgegriffen. Als Angelika Kauffmann 1766 in London lebte, war sie eine gesuchte Porträtistin. Unter anderem durch die Vermittlung von John Reynolds porträtierte sie unter anderen Lady Henrietta Williams-Wynn, die Tochter des 4. Duke of Beaufort.

## Bildinhalt
Das Bildnis Anne Loudoun, Lady Henderson of Fordell ist ein Porträt, das in besonderem Maße von Thomas Gainsborough beeinflusst ist. Anders als John Reynolds verstand es Gainsborough die von ihm dargestellten Personen in Harmonie mit der sie umgebenden Natur darzustellen. Angelika Kauffmann greift dies in ihrem Porträt der jungen Adeligen auf. Die junge Frau hält in ihrer linken Hand ein aufgeklapptes Buch, während ihr Blick unfokussiert in die Ferne streift. Im Hintergrund geht die Sonne unter. Die Farben des Sonnenuntergangs sind in den Bordüren des hellen Kleides aufgegriffen.